# تغييرات الفولتية المستحثة ضوئيا
تغييرات الفولتية المستحثة ضوئيًا هي طريقة لتحليل شبه الموصل باستخدام الليزر أو مصدر للأشعة تحت الحمراء لحث تغييرات فولتية في الجهاز عند مسح حزم الضوء هذه فوق سطحه. هذه الطريقة تعتمد على إنشاء أزواج من إلكترون/ثغرة إلكترون في عينة شبه الموصل عند تعريضها للفوتونات.

## آلية العمل
يتم تحييز العينة المراد تحليلها باستخدام مصدرِ طاقة ثابت للتيار الكهربائي. بمسح مصدر الضوء على سطح عينة السيليكون تتكون أزواج من إلكترون/ثغرة إلكترون، هذا يسبب تغييرات طفيفة في سمات عمل الجهاز؛ والذي يؤدي بدوره إلى تغييرات بسيطة في فولتية مصدر الطاقة. أي تغير يرصد في فولتية مصدر الطاقة يتم تدوينه وربطه مع موقع مصدر الضوء على الجهاز، بهذا يمكن ربط المواقع فيزيائيًا بالتغييرات في مصدر الطاقة وتعيينها على صورة للجهاز. هذا يعطي لمحلل الجهاز مواقع معينة على الجهاز يمكن فحصها لإيجاد العيوب.